# De opperrechter
De opperrechter is het achtste stripalbum en tevens laatste deel uit de Thorgal-parallelreeks De werelden van Thorgal: Kriss Van Valnor. Deze reeks draait om Kriss van Valnor, een van de hoofdpersonen uit de hoofdserie. De strip werd voor het eerst uitgegeven bij Le Lombard in 2018. Het album is getekend door Frédéric Vignaux met scenario van Xavier Dorison en Mathieu Mariolle.

## Verhaal
In dit laatste deel over Kriss van Valnor staat de zoektocht om haar zoon Aniël terug te vinden centraal. Ze vervolgt haar beklimming van de Tijdberg en kiest de kortste, maar niet de makkelijkste weg. Ondertussen vecht Jolan zijn genadeloze duel met keizer Magnus verder uit in het domein van de opperrechter. 